# Henry Barkly
Henry Barkly (24. februar 1815–20. oktober 1898) var en britisk politiker og beskytter af videnskaben.
Barkly blev født i Monteagle i Ross-shire i Skotland. Han tog handelsuddannelse og fulgte en forretningskarriere før han startede sin politiske karriere. Han repræsenterede Leominster i British House of Commons i 1845–48 og blev senere udnævnt til guvernør og øverstkommanderende i Britisk Guyana i 1849–53. Han tjente derefter i tre år som guvernør på Jamaica (1853–56).
Han blev udnævnt til guvernør i Victoria i Australien i november 1856. Barkly ankom til Melbourne den 24. december 1856. Han opnåede et af sine hovedmål om en stabil regering ved at udnævne James McCullough–regeringen. Barkly var kendt for sin støtte for de filantropologiske og intellektuelle bevægelser. Han var grundlægger og præsident for Royal Society of Victoria, 1860–63, og hjalp til med at grundlægge National Gallery of Victoria, Acclimatization Society og National Observatory.
I 1863 blev Barkly udnævnt til guvernør i Mauritius og blev sendt i august 1870 til Kapkolonien som guvernør og som britisk højkommisær for Sydafrika. Han tjente i Sydafrika frem til 1877. 
Barkly døde i Brompton i Kensington i London den 20. oktober 1898 og er begravet i Brompton Cemetery.